# Gläserner Prototyp

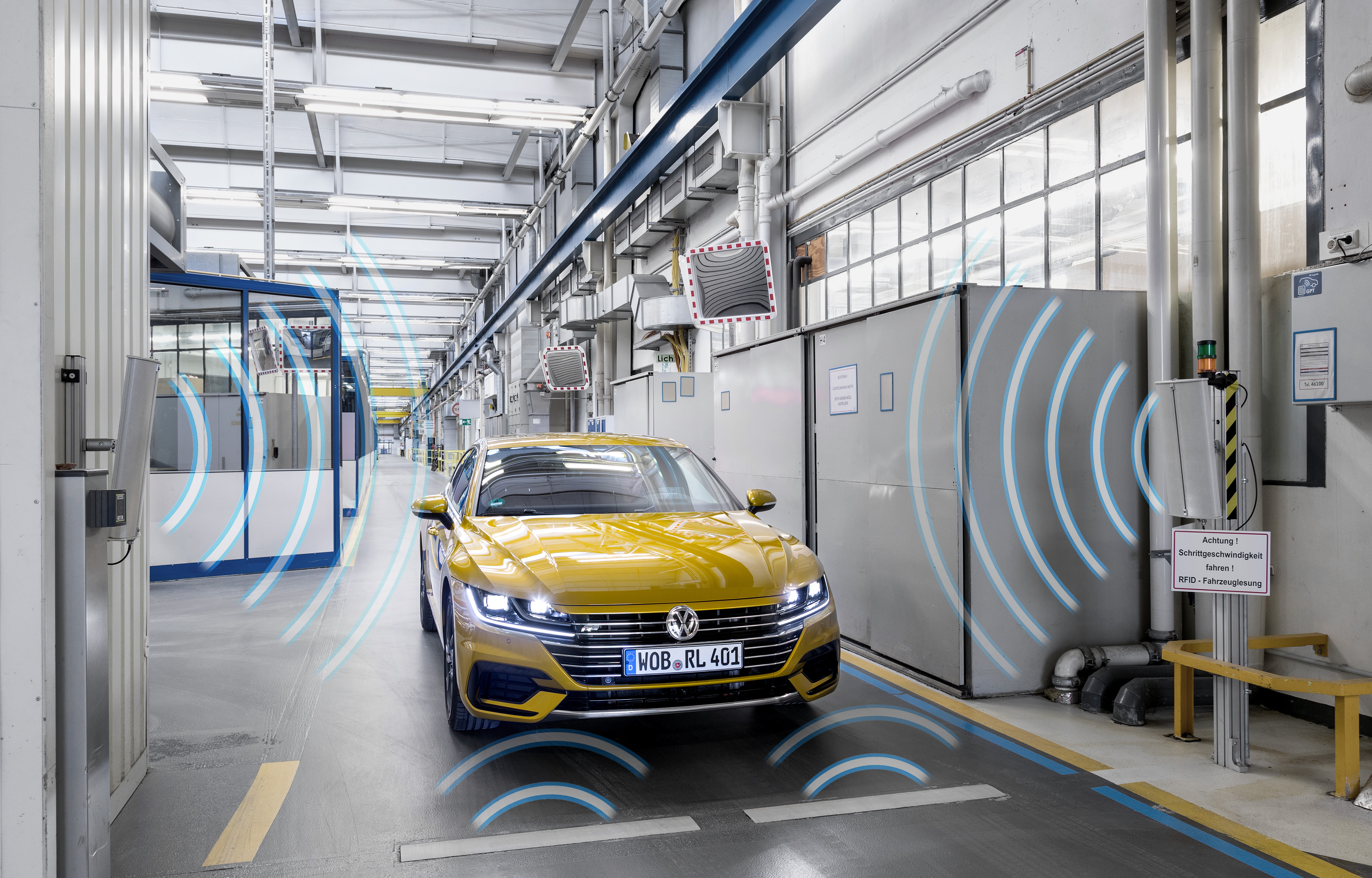
Fahrzeug- und Bauteilerfassung mittels RFID-Gate

Gläserner Prototyp ist ein Projekt, das sich mit Tracking & Tracing von Versuchsfahrzeugen und Prototypenteilen in der Automobilindustrie mithilfe von Radio Frequency Identification (RFID) befasst.

## Zielstellung des Projekts
Ziel des Projekts „Gläserner Prototyp“ ist die elektronische Kennzeichnung und Verfolgung von Prototypenteilen sowie die automatisierte Dokumentation des Bauzustands von Versuchsfahrzeugen im Rahmen der Fahrzeugentwicklung. Während der Entwicklungsphase unterliegen Versuchsfahrzeuge einem kontinuierlichen Veränderungsprozess. Diese Veränderungen werden heute noch überwiegend manuell oder mithilfe von Barcode oder DataMatrix-Codes dokumentiert. Der „Gläserner Prototyp“ sieht den Einsatz von Radio Frequency Identification (RFID) vor: Prototypenteile werden mit RFID-Transpondern gekennzeichnet und können per Funk automatisch, ohne direkten Sichtkontakt und damit auch im verbauten Zustand identifiziert und dokumentiert werden. Dazu werden u. a. RFID-Gates eingesetzt (vgl. Abbildung). Über den AutoID-Einsatz hinaus wird der verstärkte Einsatz von elektronischem Datenaustausch zwischen Lieferanten und Automobilherstellern adressiert. Aufgrund des Einsatzes neuer Technologien und der Digitalisierung der Wertschöpfungskette zählt der Gläserne Prototyp auch zu den Anwendungsbeispielen der Initiative Industrie 4.0.

## Methodische Vorgehensweise
Unter dem Schirm des Verbands der Automobilindustrie (VDA) wurde 2012 der unternehmensübergreifende Arbeitskreis „Gläserner Prototyp“ gegründet. Resultat dieses Abstimmungsprozesses ist die Industrieempfehlung VDA 5509 des Verbands der Automobilindustrie (VDA). Die Industrieempfehlung VDA 5509 spezifiziert erstmals sowohl die technische als auch die prozessuale Umsetzung des RFID-Einsatzes im Rahmen des Fahrzeugentwicklungsprozesses. Die Vorgehensweise wird in mehreren praxisorientierten und wissenschaftlichen Beiträgen beschrieben.

## Verbreitung in der Automobilindustrie
Die RFID-basierte Verfolgung von Versuchsfahrzeugen und Prototypenteilen nach VDA 5509 wird seit 2013/2014 großflächig in der Praxis umgesetzt. Bekannte Akteure sind die Marken Volkswagen, Porsche und Audi der Volkswagen AG. 2018 wird die Technische Entwicklung der Marke VW von circa 400 Lieferanten mit RFID-gekennzeichneten Bauteilen beliefert, der gesamte VW-Konzern erhält von über 500 Lieferanten RFID-Bauteile. Das Projekt zählt damit aktuell zu einer der bedeutsamen RFID-Initiativen innerhalb der Automobilindustrie und ist damit einer der Treiber für die unternehmensübergreifende RFID-Standardisierung im Kontext von Industrie 4.0.